# 황영희
황영희(1969년 3월 22일 ~ )는 대한민국의 배우다.

## 학력
- 목포전문대학 유아교육학과 전문학사

## 출연작

### 영화
- 2006년 《예의없는 것들》 ... 어떤 집 부부 아내 역
- 2006년 《아이스케키》
- 2007년 《이대근, 이댁은》 ... 30대 여자 역
- 2007년 《화려한 휴가》 ... 인봉 처 역
- 2009년 《마더》 ... 화장터 임신한 아정 친척 역
- 2009년 《괜찮아》
- 2010년 《작은 연못》 ... 피난민들 역
- 2012년 《섹스 거짓말 그리고 비디오 테이프》 ... 여주인 역
- 2014년 《들개들》 ... 함복순 역
- 2014년 《수상한 그녀》 ... 중국집 주인 역
- 2016년 《순정》 ... 범실 모 역
- 2016년 《우리 연애의 이력》 ... 슈퍼아줌마 역
- 2018년 《박화영》 ... 화영 엄마 역
- 2018년 《목격자》 ... 부녀회장 역

### 드라마
- 2008년 MBC 수목드라마 《베토벤 바이러스》 ... 황영희 역
- 2009년 tvN 주간드라마 《세 남자》
- 2010년 MBC 월화드라마 《파스타》 ... 골드스푼 기자단 기자 역
- 2011년 MBC 수목드라마 《마이 프린세스》 ... 홍인애 역
- 2011년 MBC 주말특별기획 《내 마음이 들리니》 ... 승철 모 역
- 2011년 KBS2 《드라마 스페셜 - 수호천사 김영구》 ... 박여사 역
- 2013년 SBS 드라마스페셜 《상속자들》 ... 담임 선생님 역
- 2013년 MBC 일일특별기획 《제왕의 딸 수백향》 ... 공옥 역
- 2013년 KBS2 《KBS 드라마 스페셜 - 기묘한 동거》 ... 203호 최씨 역
- 2014년 KBS1 대하드라마 《정도전》 ... 나주댁 역
- 2014년 MBC 주말드라마 《왔다! 장보리》 ... 도혜옥 역
- 2014년 MBC 수목드라마 《미스터 백》 ... 이인자 역
- 2014년 MBC 드라마넷 금요드라마 《스웨덴 세탁소》 ... 엄마 역
- 2015년 MBC 특별기획드라마 《화정》 ... 옥주 역
- 2015년 SBS 주말특별기획 《이혼변호사는 연애중》 ... 윤정숙 역
- 2016년 SBS 아침연속극 《내 사위의 여자》 ... 마선영 역
- 2016년 KBS2 예능드라마 《기적의 시간 로스타임》 ... 형식 모 (1화) / 숙자 이모 (2화) 역
- 2016년 KBS2 3부작 드라마 《페이지터너》 ... 차식 모 역
- 2016년 MBC 수목드라마 《쇼핑왕 루이》 ... 황금자 역
- 2016년 중국 소후닷컴 한중합작 웹드라마 《고호의 별이 빛나는 밤에》 ... 이청경 역
- 2017년 KBS2 수목드라마 《김과장》 ... 엄금심 역
- 2017년 MBC 미니드라마 《세가지색 판타지 - 생동성 연애》 ... 인성 모 역
- 2017년 SBS 월화드라마 《피고인》 ... 필재 누나 역
- 2017년 SBS 주말특별기획 《언니는 살아있다》 ... 고상미 역
- 2017년 KBS2 저녁일일드라마 《내 남자의 비밀》 ... 모진자 역
- 2017년 SBS 드라마스페셜 《당신이 잠든 사이에》 ... 윤문선 역
- 2017년 tvN 토일드라마 《변혁의 사랑》 ... 백준의 어머니 역
- 2017년 KBS2 단막극 《KBS 드라마 스페셜 - 우리가 못자는 이유》 ... 홍순애 역
- 2017년 JTBC 금토드라마 《더 패키지》 ... 이영은 역
- 2018년 KBS2 수목드라마 《추리의 여왕 2》 ... 박경자 역
- 2018년 iHQ DRAMA 수목드라마 《리치맨》 ... 조연실 역
- 2018년 MBC 주말드라마 《내사랑 치유기》 ... 이삼숙 역
- 2018년 tvN 월화드라마 《계룡선녀전》 ... 오 선녀 역
- 2018년 SBS 드라마스페셜 《황후의 품격》 ... 백도희 역 (특별출연)
- 2018년 SBS 월화드라마 《사의 찬미》 ... 김씨 역
- 2019년 SBS 금토드라마 《녹두꽃》 ... 채씨 부인 역
- 2019년 tvN 토일드라마 《호텔 델루나》 ... 황문숙 역 (특별출연)
- 2019년 KBS2 수목드라마 《동백꽃 필 무렵》 ... 이화자 역
- 2019년 MBC 주말특별기획 《두 번은 없다》 ... 오인숙 역
- 2020년 tvN 목요드라마 《슬기로운 의사생활》
- 2020년 SBS 금토드라마 《더 킹 : 영원의 군주》 ... 민화연/민선영 (개명 후 박선영) 역 (1인2역)
- 2020년 KBS2 월화드라마 《그놈이 그놈이다》... 정영순 역
- 2020년 SBS 월화드라마 《펜트하우스》 ... 김미자 역 (특별출연)
- 2020년 MBC every1 화요드라마 《제발 그 남자 만나지 마요》 ... 이은화 역
- 2021년 KBS2 월화드라마 《달이 뜨는 강》... 사씨 부인 역
- 2021년 KBS2 월화드라마 《오월의 청춘》... 최순녀 역
- 2021년 SBS 금요드라마 《원 더 우먼》 ... 강은화 역
- 2022년 KBS2 수목드라마 《징크스의 연인》 ... 방여사 역
- 2022년 SBS 금토드라마 《오늘의 웹툰》 ... 황미옥 역
- 2022년 KBS2 월화드라마 《법대로 사랑하라》 ... 송옥자 역
- 2022년 SBS 금토드라마 《소방서 옆 경찰서》 ... 설의 양어머니 역
- 2023년 Netflix 드라마 《정신병동에도 아침이 와요》 … 다은의 어머니 역
- 2024년 tvN 월화드라마 《가석방심사관 이한신》 … 이동명의 엄마 역 (특별출연)

### 방송
- 2014년 tvN 《현장토크쇼 택시》 352회
- 2014년 MBC 《황금어장 라디오스타》 403회
- 2016년 SBS 《불타는 청춘》
- 2016년 SBS 《씬스틸러 - 드라마 전쟁》
- 2020년 SBS 《런닝맨》 - 게스트 출연

### 연극
- 1988년 해오름극장 《만다라》
- 2014년 수현재씨어터 《민들레 바람 되어》 ... 노부인 역
- 2013년 두산아트센터 《목란 언니》 ... 조대자 역
- 2013년 예술의 전당 《만선》 ... 구포댁 역

### 뮤지컬
- 1991년 《新 효녀 심청가》

### 라디오 프로그램
- 2015년 EBS FM 《EBS 책 읽는 라디오 낭독 시리즈》

## 수상 및 후보
| 연도 | 시상식       | 부문              | 작품               | 결과 |
| ---- | ------------ | ----------------- | ------------------ | ---- |
| 2017 | SBS 연기대상 | 여자 조연상       | 당신이 잠든 사이에 | 후보 |
| 2018 | MBC 연기대상 | 연속극부문 조연상 | 내사랑 치유기      | 후보 |
| 2021 | KBS 연기대상 | 여자 조연상       | 달이 뜨는 강       | 후보 |